# Zosterops rendovae
Zosterops rendovae là một loài chim trong họ Zosteropidae.